# Agabus obsoletus
Agabus obsoletus är en skalbaggsart som beskrevs av Leconte 1858. Agabus obsoletus ingår i släktet Agabus och familjen dykare. Inga underarter finns listade i Catalogue of Life.